# Мишмар-ха-Эмек
Мишма́р-ха-Э́мек (ивр. מִשְׁמַר הָעֵמֶק‎) — кибуц в Северном округе Израиле, юго-восточнее Йокнеам-Илита. Административно относится к региональному совету Мегиддо. Основан в 1926 году в Изреэльской долине, в апреле 1948 года в ходе гражданской войны в Палестине стал местом крупномасштабных боёв между еврейскими силами и частями Арабской освободительной армии.

## История
21 января 1922 года евреями-выходцами из Польши и Галиции в Палестине была создана группа «Кибуц Ха-Шомер ха-Цаир 2». В это время члены нового движения жили в лагере на месте современного хайфского района Неве-Шеанан и работали на стройке железной дороги. Летом 1922 года они перебрались в Нахалал, где участвовали в работах по осушению болот. В 1925 году группа снова перебазировалась, на этот раз в Афулу, где снова работала на стройках и прокладке дорог. В Афуле к этой группе присоединилась ещё одна — «Кибуц ха-Шомер ха-Цаир 4».
3 ноября 1926 года первые поселенцы из объединённой группы прибыли на место нового поселения на юге Изреельской долины, недалеко от арабской деревни Абу-Шуша. Новый кибуц, по предложению Менахема Усышкина получивший название «Мишмар-ха-Эмек» («Стражи долины»), располагался далеко от других еврейских поселений, среди арабских деревень. На первых порах его члены занимались культивацией почв и высадкой деревьев для Еврейского национального фонда (Керен Каемет ле-Исраэль). В 1927 году Мишмар-ха-Эмек вместе с кибуцами Маабарот, Эйн-Шемер и Мерхавия сформировал новое движение — Ха-Кибуц ха-Арци.
Во время беспорядков 1929 года Мишмар-ха-Эмек был атакован арабами. Нападение было отбито, но по требованию британских властей его жителям пришлось покинуть свои дома. Высаженная ими роща была вырублена, временные жилища разграблены. В 1930 году отряд первопроходцев вернулся на прежнее место, а с ним и остальные члены группы. Началось строительство постоянных домов (в первую очередь детского интерната и водонапорной башни) и развитие сельскохозяйственной структуры. В следующем году в Мишмар-ха-Эмеке открылась центральная школа движения Ха-Кибуц ха-Арци.
В ходе межэтнического конфликта в Палестине Мишмар-ха-Эмек неоднократно подвергался нападениям, как во время арабского восстания 1936—1939 годов, так и позже. Евреи, со своей стороны, организовали в кибуце учебный лагерь «Пальмаха». 4 апреля 1948 года Мишмар-ха-Эмек был атакован большими силами Арабской освободительной армии при поддержке артиллерии. Командующий АОА Фавзи аль-Кавукджи бросил на захват маленького кибуца более тысячи солдат. Была организована эвакуация детей и женщин, а защитники кибуца, которых было впятеро меньше, чем нападающих, получили подкрепление. К 12 апреля еврейские части под командованием Ицхака Саде заставили арабскую армию отступить, что привело к бегству жителей окрестных арабских деревень. Последняя атака Кавукджи на Мишмар-ха-Эмек привела его части в котёл, из которого им с трудом удалось вырваться; после этого АОА фактически ушла из Галилеи. Ещё раз военные действия коснулись Мишмар-ха-Эмека в декабре, когда часть жителей погибла в результате бомбёжки иракскими ВВС.
После войны, в 1950 году, в кибуце открылась фабрика «ТАМА» («Таасийот Мишмар-ха-Эмек»), производящая изделия из пластика. Со временем она превратилась в главного работодателя и основу хозяйства Мишмар-ха-Эмека. Некоторые из членов кибуца занимали центральные государственные должности, выходцами из Мишмар-ха-Эмека были несколько членов кнессета и министр Мордехай Бентов. Среди уроженцев кибуца также известные деятели израильской культуры и искусства.

## География
Кибуц Мишмар-ха-Эмек расположен в Нижней Галилее, на отрогах горы Кармель между Йокнеам-Илитом и Мегиддо, выше Изреельской долины. Административно принадлежит к региональному совету Мегиддо Северного округа Израиля. Рядом с территорией кибуца проходит шоссе 66, идущее из Йокнеама в Маале-Ирон. Автобусное сообщение с кибуцом осуществляют компании «Кавим» и «Омни Экспресс», связывающие его с Хайфой, Афулой, Биньяминой и Умм-эль-Фахмом.

## Население
По данным Центрального статистического бюро Израиля, население на начало 2020 года составляло 1 271 человек.
Более подробные данные существуют на 2008 год, когда была проведена последняя перепись населения Израиля. По этим данным 94,4 % населения Мишмар-ха-Эмека составляли евреи, преимущественно уроженцы Израиля. 22 % жителей были моложе 18 лет, а 14 % — в возрасте 65 лет и старше (средний возраст составлял 30 лет). В целом с 1972 года наблюдалось заметное увеличение доли пенсионеров в населении кибуца (с 7,4 % до 19,8 %) и снижение числа детей в средней семье (с 2,5 до 1,7).
27 % жителей кибуца в 2008 году имели высшее образование, около 31 % — законченное среднее образование. Уровень безработицы составлял 3 %, жители в основном работали в самом кибуце (только 10 % от общего числа трудоустронных жителей Мишмар-ха-Эмека работали за его пределами). Более 40 % были заняты в промышленности и менее 12 % в сельском хозяйстве.

## Хозяйство
Основным работодателем в кибуце является фабрика «ТАМА», занимающаяся выпуском пластиковых изделий. На фабрике, помимо жителей Мишмар-ха-Эмека, заняты также члены кибуца Гилад. Фирма «ТАМА» начиная с 1999 года считается одним из самых прибыльных предприятий кибуцного движения. Среди отраслей сельского хозяйства в кибуце развиты молочное животноводство, птицеводство, действуют фруктовые плантации. Помимо традиционных областей трудоустройства в кибуце также размещается хай-тековское предприятие «Идея Маарахот Мейда» («Информационные системы Идея»), выпускающее программное обеспечение для сохранения, обработки и публикации старинных документов.